# Tricyphona (Tricyphona) platyptera
Tricyphona (Tricyphona) platyptera is een tweevleugelige uit de familie Pediciidae. De soort komt voor in het Neotropisch gebied.